# Marathon masculin aux championnats du monde d'athlétisme 2007
 (février 2022).
Si vous disposez d'ouvrages ou d'articles de référence ou si vous connaissez des sites web de qualité traitant du thème abordé ici, merci de compléter l'article en donnant les références utiles à sa vérifiabilité et en les liant à la section « Notes et références ».
Navigation
Helsinki 2005 Berlin 2009
L'épreuve du marathon masculin des championnats du monde d'athlétisme 2007 s'est déroulée le 25 août 2007 dans les rues d'Osaka au Japon, avec une arrivée au Stade Nagai. Elle est remportée par le Kényan Luke Kibet.

## Records
| Record du monde            | 2 h 04 min 55 s | Paul Tergat                         | Kenya           | 28 septembre 2003          | Berlin        |
| Record des championnats    | 2 h 08 min 31 s | Jaouad Gharib                       | Maroc           | 30 août 2003               | Paris         |
| Meilleure performance 2007 | 2 h 07 min 19 s | Mubarak Hassan Shami                | Qatar           | 15 avril 2007              | Paris         |
| Record d'Afrique           | 2 h 04 min 55 s | Paul Tergat                         | Kenya           | 28 septembre 2003          | Berlin        |
| Record d'Asie              | 2 h 06 min 16 s | Toshinari Takaoka                   | Japon           | 13 octobre 2002            | Chicago       |
| Record d'Amérique du Nord  | 2 h 05 min 38 s | Khalid Khannouchi                   | États-Unis      | 14 avril 2002              | Londres       |
| Record d'Amérique du Sud   | 2 h 06 min 05 s | Ronaldo da Costa                    | Brésil          | 20 septembre 1998          | Berlin        |
| Record d'Europe            | 2 h 06 min 36 s | António Pinto Benoît Zwierzchiewski | Portugal France | 16 avril 2000 6 avril 2003 | Londres Paris |
| Record d'Océanie           | 2 h 07 min 51 s | Robert de Castella                  | Australie       | 21 avril 1986              | Boston        |

## Médaillés
| Or               | Argent                     | Bronze               |
| Luke Kibet (KEN) | Mubarak Hassan Shami (QAT) | Viktor Röthlin (SUI) |

## Résultats

### Finale (25 août)
| Rang               | Pays                | Athlète                   | Temps                |
| ------------------ | ------------------- | ------------------------- | -------------------- |
| Médaille d'or      | Kenya               | Luke Kibet                | 2 h 15 min 59 s      |
| Médaille d'argent  | Qatar               | Mubarak Hassan Shami      | 2 h 17 min 18 s      |
| Médaille de bronze | Suisse              | Viktor Röthlin            | 2 h 17 min 25 s      |
| 4                  | Érythrée            | Yared Asmerom             | 2 h 17 min 41 s      |
| 5                  | Japon               | Tsuyoshi Ogata            | 2 h 17 min 42 s (SB) |
| 6                  | Japon               | Satoshi Osaki             | 2 h 18 min 06 s (SB) |
| 7                  | Japon               | Toshinari Suwa            | 2 h 18 min 35 s (SB) |
| 8                  | Kenya               | William Kiplagat          | 2 h 19 min 21 s      |
| 9                  | Finlande            | Janne Holmén              | 2 h 19 min 36 s      |
| 10                 | Espagne             | José Manuel Martínez      | 2 h 20 min 25 s      |
| 11                 | Royaume-Uni         | Dan Robinson              | 2 h 20 min 30 s      |
| 12                 | Ouganda             | Alex Malinga              | 2 h 20 min 36 s      |
| 13                 | Japon               | Tomoyuki Sato             | 2 h 20 min 53 s      |
| 14                 | Éthiopie            | Gashaw Asfaw              | 2 h 20 min 58 s      |
| 15                 | Corée du Sud        | Ju-Young Park             | 2 h 21 min 49 s      |
| 16                 | Zimbabwe            | Mike Fokoroni             | 2 h 21 min 52 s      |
| 17                 | Espagne             | José Ríos                 | 2 h 22 min 21 s (SB) |
| 18                 | Brésil              | José de Souza             | 2 h 22 min 24 s      |
| 19                 | Israël              | Seteng Ayele              | 2 h 22 min 27 s (SB) |
| 20                 | Libye               | Ali Mabrouk El Zaidi      | 2 h 22 min 50 s      |
| 21                 | États-Unis          | Mbarak Kipkorir Hussein   | 2 h 23 min 04 s (SB) |
| 22                 | Portugal            | Alberto Chaíça            | 2 h 23 min 22 s      |
| 23                 | États-Unis          | Mike Morgan               | 2 h 23 min 28 s      |
| 24                 | Corée du Sud        | Young Chun Kim            | 2 h 24 min 25 s      |
| 25                 | Tanzanie            | Samson Ramadhani          | 2 h 25 min 51 s      |
| 26                 | Corée du Sud        | Myongseung Lee            | 2 h 25 min 54 s      |
| 27                 | Afrique du Sud      | Hendrick Ramaala          | 2 h 26 min 00 s      |
| 28                 | Taipei chinois      | Chia-Che Chang            | 2 h 26 min 22 s      |
| 29                 | Bahreïn             | Khalid Kamal Yaseen       | 2 h 26 min 32 s (SB) |
| 30                 | Tanzanie            | Getuli Bayo               | 2 h 26 min 56 s      |
| 31                 | Éthiopie            | Dejene Birhanu            | 2 h 27 min 50 s (SB) |
| 32                 | États-Unis          | Kyle O'Brien              | 2 h 28 min 28 s (SB) |
| 33                 | Chine               | Wei Su                    | 2 h 28 min 41 s      |
| 34                 | Israël              | Wodage Zvadya             | 2 h 29 min 21 s      |
| 35                 | Portugal            | Luís Feiteira             | 2 h 29 min 34 s      |
| 36                 | Chine               | Haiyang Deng              | 2 h 29 min 37 s      |
| 37                 | Allemagne           | Ulrich Steidl             | 2 h 30 min 03 s      |
| 38                 | Éthiopie            | Ambesse Tolosa            | 2 h 30 min 20 s      |
| 39                 | Tanzanie            | Michael Tluway Mislay     | 2 h 30 min 33 s      |
| 40                 | Israël              | Asaf Bimro                | 2 h 31 min 34 s      |
| 41                 | Qatar               | Yousf Othman Qader        | 2 h 32 min 00 s      |
| 42                 | Portugal            | Paulo Gomes               | 2 h 32 min 02 s      |
| 43                 | Chine               | Zhuhong Li                | 2 h 32 min 44 s      |
| 44                 | Maroc               | Rachid Kisri              | 2 h 32 min 57 s      |
| 45                 | Maroc               | Abderrahime Bouramdane    | 2 h 33 min 26 s      |
| 46                 | Mexique             | Pablo Olmedo              | 2 h 33 min 40 s      |
| 47                 | Liechtenstein       | Marcel Tschopp            | 2 h 33 min 42 s      |
| 48                 | Andorre             | Antoni Bernadó            | 2 h 34 min 28 s      |
| 49                 | Chine               | Longyun Ren               | 2 h 35 min 22 s      |
| 50                 | États-Unis          | Fernando Cabada Jr        | 2 h 35 min 48 s (SB) |
| 51                 | Royaume-Uni         | Peter Riley               | 2 h 36 min 00 s      |
| 52                 | Kenya               | Laban Kagika              | 2 h 37 min 13 s      |
| 53                 | Afrique du Sud      | George Mofokeng           | 2 h 40 min 22 s      |
| 54                 | Mexique             | Rito Regules              | 2 h 45 min 26 s      |
| 55                 | Mongolie            | Ser-Od Bat-Ochir          | 2 h 49 min 06 s (SB) |
| 56                 | Japon               | Mitsuru Kubota            | 2 h 59 min 40 s      |
| 57                 | Lesotho             | Tumi Malefetsane          | 3 h 03 min 47 s      |
|                    | Polynésie française | Patrick Dupouy            | DNF                  |
|                    | Brésil              | Geovanni Santos           | DNF                  |
|                    | Afrique du Sud      | Zongamele Dyubeni         | DNF                  |
|                    | Ouganda             | Amos Masai                | DNF                  |
|                    | Chine               | Zheng Yunshan             | DNF                  |
|                    | Finlande            | Francis Kirwa             | DNF                  |
|                    | Bahreïn             | Abdulhak Elgorche Zakaria | DNF                  |
|                    | Turquie             | Abdil Ceylan              | DNF                  |
|                    | Burundi             | Joachim Nshimirimana      | DNF                  |
|                    | Cap-Vert            | Nelson Cruz               | DNF                  |
|                    | Mexique             | Juan Gualberto Vargas     | DNF                  |
|                    | Éthiopie            | Gudisa Shentema           | DNF                  |
|                    | Maroc               | Khalid El Boumlili        | DNF                  |
|                    | Allemagne           | Martin Beckmann           | DNF                  |
|                    | Kenya               | James Mwangi Macharia     | DNF                  |
|                    | Italie              | Migidio Bourifa           | DNF                  |
|                    | Éthiopie            | Tesfaye Tola              | DNF                  |
|                    | Espagne             | Óscar Martín              | DNF                  |
|                    | Kenya               | Laban Kipkemboi           | DNF                  |
|                    | Afrique du Sud      | Norman Dlomo              | DNF                  |
|                    | Moldavie            | Iaroslav Muşinschi        | DNF                  |
|                    | Afrique du Sud      | Bethuel Netshifhefhe      | DNF                  |
|                    | Maroc               | Hicham Chatt              | DNF                  |
|                    | Portugal            | Hélder Ornelas            | DNF                  |
|                    | Maroc               | Abderrahim Goumri         | DNF                  |
|                    | Kazakhstan          | Takhir Mamashayev         | DNF                  |
|                    | Espagne             | Julio Rey                 | DNF                  |
|                    | Estonie             | Pavel Loskutov            | DNF                  |
|                    | Portugal            | Luís Jesus                | DNS                  |
|                    | États-Unis          | Simeon Kiplagat Sawe      | DNS                  |